# Baidu Tieba
Baidu Tieba (chinois simplifié : 百度贴吧 ; pinyin : Bǎidù tiēba) est un moteur de forum Internet chinois.
Régi par le moteur de recherche Baidu, il compte plus de 10 000 sous-forums[réf. nécessaire]. 

## Description
Baidu Tieba permet aux utilisateurs de créer leurs propres sous-forum. La seule langue utilisée est le chinois.
Le service a été créé le 3 décembre 2003 par Baidu.

## Internet en Chine
Quand un article est écrit, s'il contient certains mots interdits, il ne peut pas être envoyé ou affiché. Mais jusqu'à présent, on ne sait pas tout à fait quels sont les mots ou caractères interdits, les plus connus étant ceux liés à la politique, comme "gouvernement", "parti communiste", etc.
À noter que l'extension de Mozilla Firefox dénommée Baidu Tieba Harmonizer prétend déjouer la censure gouvernementale sur Baidu Tieba.